# Штайн (Аппенцелль-Ауссерроден)
Штайн (нім. Stein AR) — громада  в Швейцарії в кантоні Аппенцелль-Ауссерроден, округ Гінтерланд.

## Географія
Громада розташована на відстані близько 155 км на схід від Берна, 6 км на схід від Герізау.
Штайн має площу 9,4 км², з яких на 9% дозволяється будівництво (житлове та будівництво доріг), 66,3% використовуються в сільськогосподарських цілях, 23,3% зайнято лісами, 1,4% не є продуктивними (річки, льодовики або гори).

## Демографія
2019 року в громаді мешкало 1387 осіб (+2,1% порівняно з 2010 роком), іноземців було 6,1%. Густота населення становила 148 осіб/км².
За віковим діапазоном населення розподілялося таким чином: 22,9% — особи молодші 20 років, 59% — особи у віці 20—64 років, 18,1% — особи у віці 65 років та старші. Було 558 помешкань (у середньому 2,5 особи в помешканні).
Із загальної кількості 528 працюючих 88 було зайнятих в первинному секторі, 68 — в обробній промисловості, 372 — в галузі послуг.